# 圣保罗教堂 (斯特拉斯堡)
圣保罗教堂（法语：Église réformée Saint-Paul）是法国斯特拉斯堡的一座路德会教堂，哥特复兴式，也是该市的主要地标之一。由于它位于伊尔河一个岛的最南端，尖塔高达76米，因此在很远就可看到。
该教堂兴建于1892年到1897年，德意志帝国统治时期，服务于驻扎在斯特拉斯堡的德国军队中的路德会信徒。该教堂的一个特点是宽度很大，以及入口特别多（共有19个，而斯特拉斯堡主教座堂只有7个），以适应军队中军阶的巨大差异（皇帝本人有时也会莅临，莱茵宫就在附近）。1919年，阿尔萨斯回到法国后，该教堂被移交给路德会，成为该市继圣多马教堂之后的第二个本堂区。
1944年8月，该教堂遭到盟军轰炸，1958年花窗玻璃又遭冰雹袭击。该教堂的管风琴也被列为历史古迹。 